# Діївські плавні

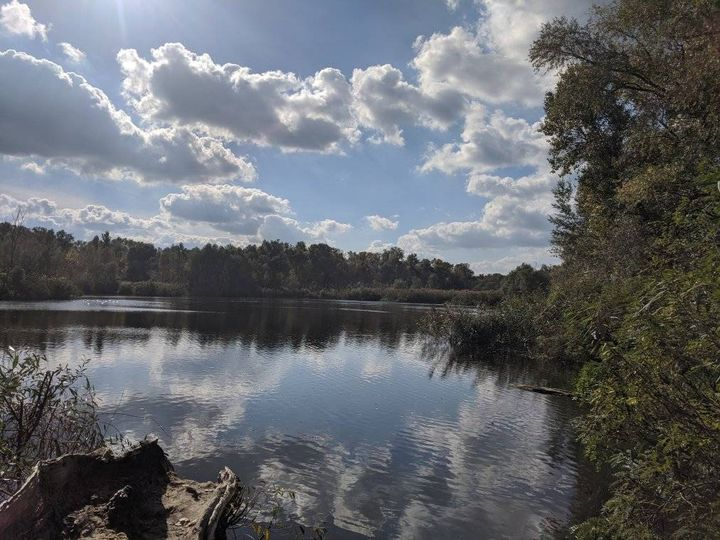
Озеро Гідропаркове в Діївських плавнях

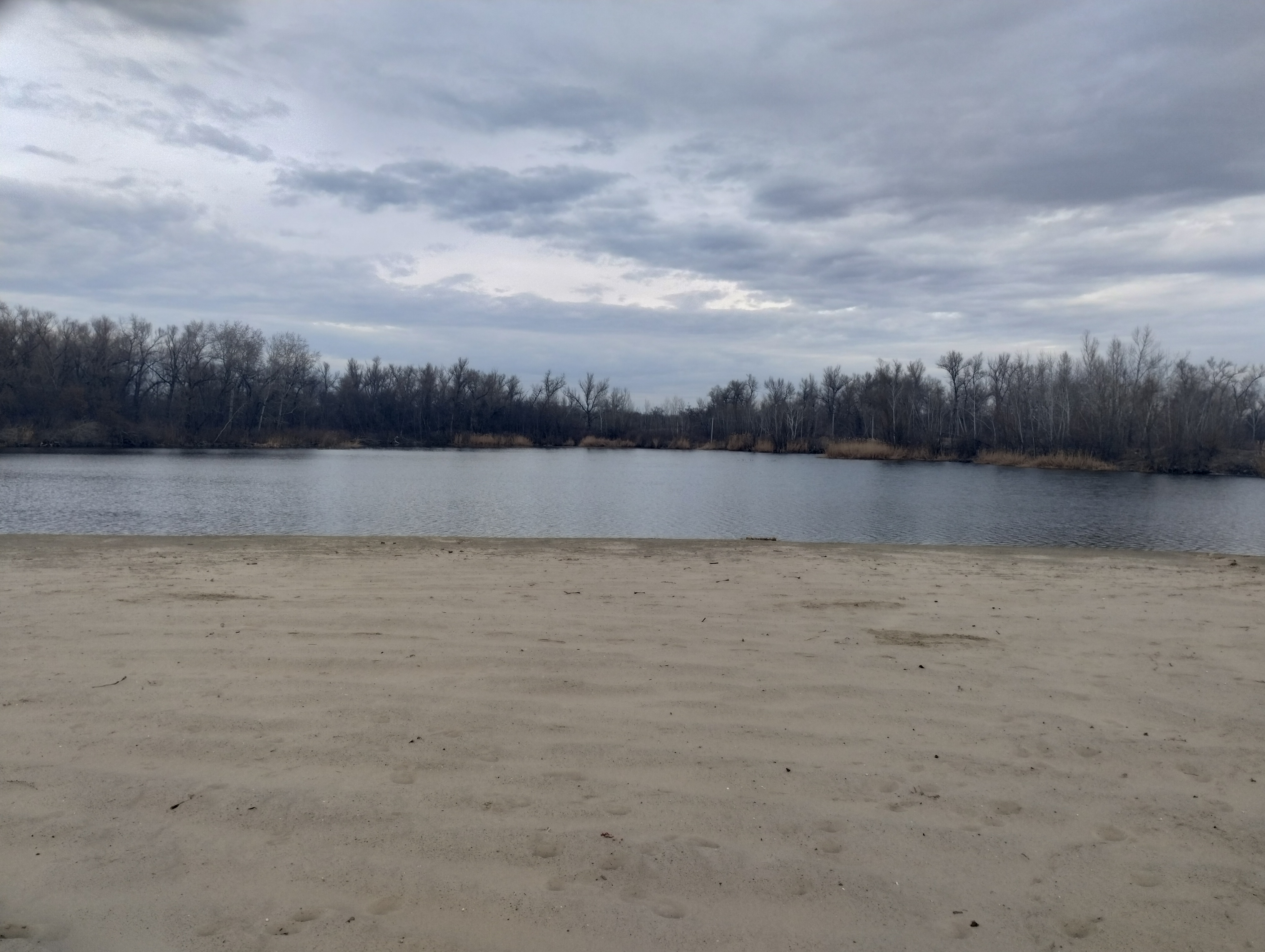
Озеро Болгарське.

Діївські плавні — внутрішня дельта річки Дніпро та її рукава Річиця (Річище або Старий Дніпро), що впадає в Діївську та низку менших заток Дніпра. Розташовані в Діївському лісопарку в Новокодацькому (до 2015 р. Ленінський) районі міста Дніпро біля житлових масивів Сухачівка, Діївка — 2, Діївка — 1, Парус — 2, Парус — 1, Покровський та Червоний Камінь. Складається з проток (Боброва, Гідропаркова, Річище Ліскувате, Річище Чаплине) на які розбивається Річиця; малих річок та струмків (Голенька балка, Зелена балка, Коротка балка, Кринична балка, дві безіменні річки та  шість безіменних струмків), які впадають в Річицю, Діївську затоку Дніпра та озера плавнів; островів (Болгарський, Діївська Дача, Куба), півостровів (Півострів Дня Літа розташований в гирлі Річиці), боліт, озер (Бабине, Болгарське, Гідропаркове, Дубове, Копитянка, Салафанівка, Чеберівка, на мапі Катеринославської губернії 1821 року також вказані озера Закатне, Ревекувате і Горіхувате,  котрі були затоплені  після спорудження Дніпрогесу) саг, стариць, урочищ, заплавних луків та лісів. Протоки з'єднують озера Гідропаркове, Болгарське і Дубове з Річицею.
У 1970—1980-ті рр. на місці значної частини території Діївських плавнів було побудовано житлові масиви Червоний Камінь, Комунар (нині Покровський), Парус-1 та Парус-2.

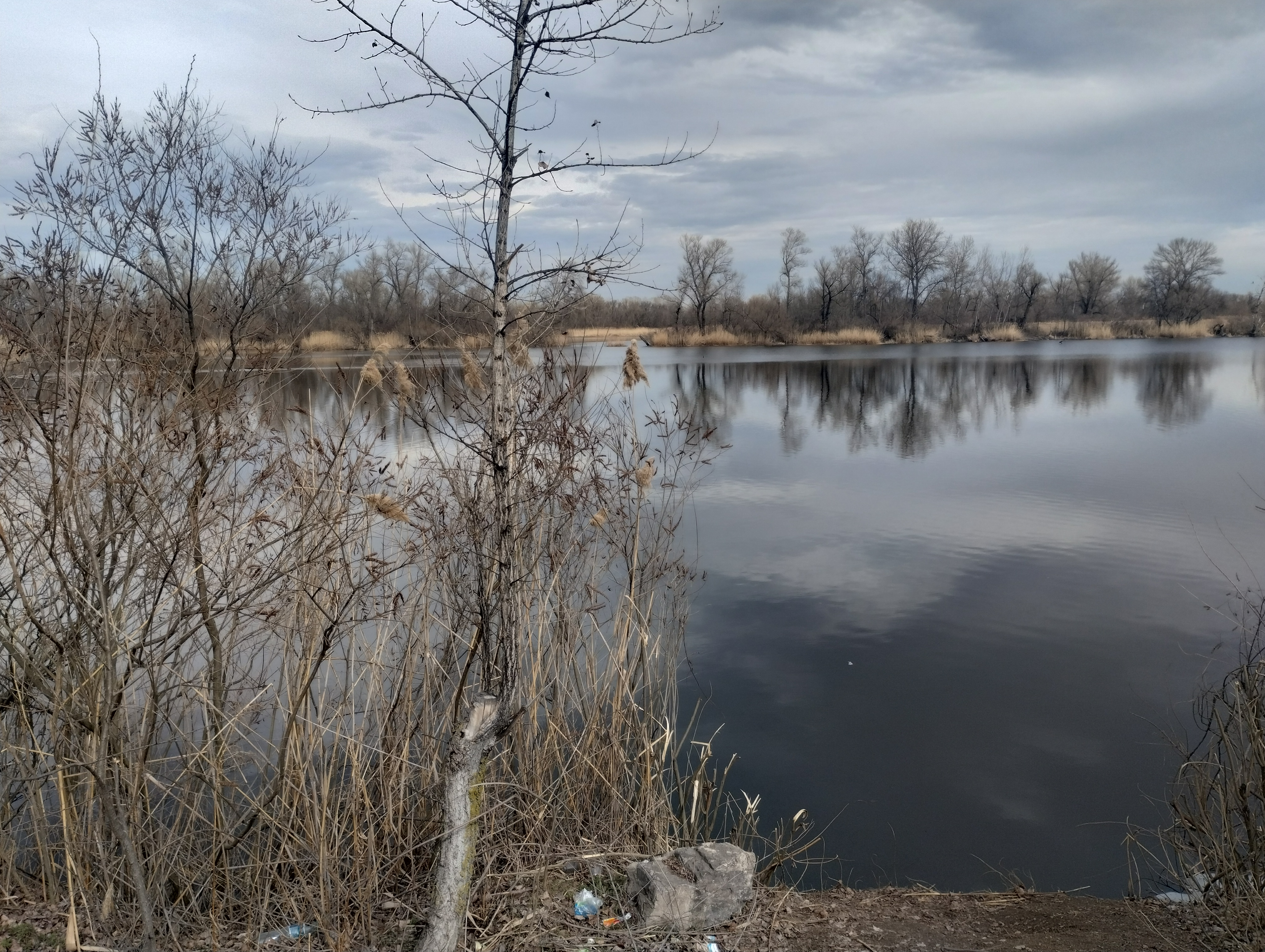
Діївська затока.

Площа Діївської заплави — 1167 гектарів, з них ліси — 617, піщані луки та степи — 148, боліт — 205, водойм — 203; максимальна глибина водойм від 0,4 до 3,4 метрів. Довжина протоки Річиця — 7,4 кілометрів. Останнім часом водойми стрімко перетворюються на болота. Протоки та озера замулені та зарослі болотяною рослинністю, що обумовлено діяльністю людини: спорудженням Дніпрогесу та будівництвом дамб, що з’єднали між собою острови на яких розташовані бази відпочинку.
Припинилася наскрізна проточність і нині у водоймах здійснюється лише завдяки коливанням води в Дніпрі нижче плавнів в односторонньому напрямку, а будинки довколишніх житлових масивів зазнають підтоплення. 
Наприкінці 1990-х рр. було розроблено проєкт створення гідропарку «Дніпропетровська Венеція», у рамках якого планувалося розчистити протоки, відновити наскрізну проточність водойм зі Дніпром.
З весни 2017 року ведуться роботи з відновлення проточності частини водойм заплави. Біля озера Болгарське створено піщаний пляж, де відпочивають місцеві жителі.
У Діївських плавнях налічується близько 400 видів вищих рослин (серед них червонокнижні), близько 200 видів птахів, 29 видів риб.
В плавнях активно орудують браконьєри, які споруджують греблі з колод, що також обумовлюють заболочення плавнів.
По протоках Діївських плавень відбуваються сплави на каяках каяк-клубу "Дніпро". 